# Мужчине живётся трудно. Фильм 15: Зонтик Торадзиро
«Мужчине живётся трудно. Фильм 15: Зонтик Торадзиро» (яп. 男はつらいよ　寅次郎相合い傘, Отоко-ва цурай ё: Торадзиро соай каса; иное русское название — «Тора-сан и любовь под зонтом»; англ. Tora-san's Rise and Fall / Tora-San, Love Under One Umbrella (Tora-san 15) — японская комедия режиссёра Ёдзи Ямады, вышедшая на экраны в 1975 году. Очередное, 15-е приключение эксцентричного Тора-сана, в котором он находит свою старую любовь Лили, но отказывается жениться на ней.

## Сюжет
Торадзиро (или по простому Тора-сан) в своих скитаниях по Японии встречает на Хоккайдо ушедшего из дома бизнесмена Кэндзиро Хёдо. Двое мужчин проводят вместе несколько дней. Затем, здесь же, на Хоккайдо, Тора-сан встретил свою прежнюю возлюбленную Лили (с которой его столкнула судьба в 11 серии сериала). Расставшись с мужем, она планирует вновь стать певицей, а заодно восстановить свои необычные отношения с Торадзиро. С этой целью она предпринимает поездку к нему домой. Родные Тора-сана счастливы: будущая невеста приходится им по душе, чего не скажешь о самом герое… Тем не менее, тётя Цунэ и дядя Тацудзо прилагают все усилия, чтобы Лили вышла замуж за Торадзиро. Но он не хочет жениться на ней. После возникшего недоразумения, женщина уходит, а родным остаётся сожалеть о своём вмешательстве.

## В ролях
- Киёси Ацуми — Торадзиро Курума (или Тора-сан)
- Тиэко Байсё — Сакура, его сестра
- Рурико Асаока — Лили
- Эйдзи Фунакоси — Кэндзиро Хёдо
- Гин Маэда — Хироси Сува, муж Сакуры
- Масами Симодзё — Тацудзо, дядя Тора-сана
- Тиэко Мисаки — Цунэ, тётя Тора-сана
- Хисао Дадзай — Умэтаро, босс Хироси
- Тисю Рю — священник
- Хаято Накамура — Мицуо Сува
- Гадзиро Сато — Гэн
- Канэко Ивасаки — Нобуко
- Аи Саотомэ — Марико

## Премьеры
- — национальная премьера фильма состоялась 2 августа 1975 года в Токио[1].
- — премьера в США 12 июня 1977 года[1].
- — 1 апреля 2016 года фильм впервые был показан в республике Беларусь в рамках 5-го фестиваля японского кино в Минске[2].

## Награды и номинации
Премия «Голубая лента»
- 18-я церемония награждения (1976)[3]

- Премия лучшей актрисе 1975 года — Рурико Асаока.
- Премия за лучшую женскую роль второго плана — Тиэко Байсё.

Премия журнала «Кинэма Дзюмпо» (1976)
- Премия лучшей актрисе 1975 года — Рурико Асаока.
- Номинация на премию за лучший фильм 1975 года, однако по результатам голосования занято лишь 5-е место.

Кинопремия «Майнити» (1976)
- Премия лучшей актрисе 1975 года — Рурико Асаока.
- Премия за лучшую работу художника-постановщика — Киминобу Сато (за работу на двух фильмах: «Мужчине живётся трудно. Фильм 15: Зонтик Торадзиро» и «Единомышленники», поставленную тем же Ёдзи Ямадой).

## Комментарии
1. ↑  Под названием «Тора-сан и любовь под зонтом» кинолента демонстрировалась в апреле 2016 года в рамках 5-й ретроспективы японского кино в Минске.